# Gujin tuixu jitxeng

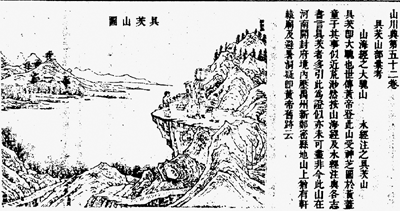
Pàgina de la primera edició

Gujin tuixu jitxeng (古今圖書集成 "Completa col·lecció d'il·lustracions i d'escriptures des del principi dels temps fins als temps actuals") és un vast treball enciclopèdic escrit a la Xina durant els regnes dels emperadors Kangxi i Yongzheng de la dinastia Qing i completat el 1725. A vegades s'anomena Qinding Gujin Tushu Jicheng. La primera edició tenia 64 llibres.
El treball va ser encapçalat per l'erudit Txen Menglei (陳夢雷) i més tard per Jiang Tingxi (蔣廷錫). Conté 800.000 págines amb més de 10 milions de caràcters xinesos. Els temes de l'enciclopèdia inclouen fenòmens naturals, història, literatura, govern, astronomia, geografia, art, etc.
El treball va ser imprès el 1726 fent servir relleus mòbils de coure. Ocupa al voltant de 10.000 rotlles (卷), i se'n varen fer al voltant de 60 còpies.